# Littleworth (Vale of White Horse)
Pour les articles homonymes, voir Littleworth.
Littleworth est une paroisse civile et un village de l'Oxfordshire, en Angleterre.